# یولیانا یانوا
یولیانا یانوا (به انگلیسی: Yuliana Yaneva،  زادهٔ ۲ اوت ۱۹۹۸) یک کشتی‌گیر زن آزادکار اهل کشور بلغارستان است. وی سابقه حضور در المپیک ۲۰۲۴ پاریس را دارد.  